# Sissonne (tổng)
Tổng Sissonne là một tổng ở tỉnh Aisne trong vùng Hauts-de-France.

## Địa lý
Tổng này được tổ chức xung quanh Sissonne thuộc quận Laon. Độ cao thay đổi từ 67 m (Mâchecourt) đến 208 m (Saint-Erme-Outre-et-Ramecourt) với độ cao trung bình 95 m.

## Các đơn vị cấp dưới
Tổng Sissonne gồm 20 xã với dân số là 10 479 người (điều tra năm 1999, dân số không tính trùng)
| Xã                            | Dân số | Mã bưu chính | Mã insee |
| ----------------------------- | ------ | ------------ | -------- |
| Boncourt                      | 225    | 2350         | 02097    |
| Bucy-lès-Pierrepont           | 418    | 2350         | 02133    |
| Chivres-en-Laonnois           | 339    | 2350         | 02189    |
| Coucy-lès-Eppes               | 612    | 2840         | 02218    |
| Courtrizy-et-Fussigny         | 66     | 2820         | 02229    |
| Ébouleau                      | 203    | 2350         | 02274    |
| Gizy                          | 662    | 2350         | 02346    |
| Goudelancourt-lès-Pierrepont  | 147    | 2350         | 02350    |
| Lappion                       | 292    | 2150         | 02409    |
| Liesse-Notre-Dame             | 1 327  | 2350         | 02430    |
| Mâchecourt                    | 122    | 2350         | 02448    |
| Marchais                      | 381    | 2350         | 02457    |
| Mauregny-en-Haye              | 420    | 2820         | 02472    |
| Missy-lès-Pierrepont          | 95     | 2350         | 02486    |
| Montaigu                      | 671    | 2820         | 02498    |
| Nizy-le-Comte                 | 250    | 2150         | 02553    |
| Saint-Erme-Outre-et-Ramecourt | 1 861  | 2820         | 02676    |
| Sainte-Preuve                 | 85     | 2350         | 02690    |
| La Selve                      | 190    | 2150         | 02705    |
| Sissonne                      | 2 113  | 2150         | 02720    |

## Biến động dân số
| 1962                                                     | 1968   | 1975   | 1982   | 1990   | 1999   |
| -------------------------------------------------------- | ------ | ------ | ------ | ------ | ------ |
| 10 160                                                   | 10 859 | 10 310 | 10 669 | 10 628 | 10 479 |
| Nombre retenu à partir de 1962 : dân số không tính trùng |        |        |        |        |        |